# 埃莉察·扬科娃
埃莉察·阿塔娜索娃·扬科娃（1994年9月18日—）是一名保加利亚运动员、自由式摔跤运动员、2016年奥运会铜牌得主。欧洲锦标赛和欧洲运动会获奖者。